# Traum (Lied)
Traum ist ein Lied des deutschen Rappers und Sängers Cro. Es erschien im Mai 2014 und avancierte als Single zum Nummer-eins-Hit in allen D-A-CH-Staaten. 

## Inhalt
Das Lied ist aus der Perspektive eines Lyrischen Ichs geschrieben, das seine Traumfrau sucht. Der Text ist dabei direkt an diese Frau gerichtet. Cro rappt, dass er schon alle Sachen gepackt habe, um mit seiner großen Liebe in den Urlaub zu fliegen. Doch er weiß gar nicht, ob es diese Frau wirklich gibt und bittet sie, sich bei ihm zu melden, bevor seine Einsamkeit zu groß wird. Auf der Suche nach ihr hat er schon viele Frauen getroffen, die alle nicht die wahre Liebe waren, weshalb er fast schon verzweifelt. Solang er seine Traumfrau nicht findet, hofft er, im Schlaf möglichst viel von ihr zu träumen.

## Produktion
Der Beat des Lieds wurde von den Musikproduzenten Shuko und Freedo produziert.

## Illustration
Das Singlecover zeigt eine grau-weiße Büste, die eine für Cro typische Pandamaske trägt. Der Hintergrund ist ebenfalls in Grau-Weiß gehalten. Auf der Brust der Büste stehen in Weiß die Wörter Cro und Traum. Das Cover des zugehörigen Albums Melodie zeigt die gleiche Büste aus größerer Entfernung.

## Musikvideo
Das Video zu Traum wurde von Lars Timmermann gedreht und am 5. Juni 2014 veröffentlicht.
Es zeigt eine fiktive Fernsehshow namens „Date Duell“, die von Frank Elstner moderiert wird. Cro tritt bei dieser Show als Live-Musikact auf. Beide männlichen Kandidaten der Sendung, gespielt von François Goeske in einer Doppelrolle, müssen in verschiedenen Dates mit derselben Frau (gespielt von Agnes Lindström-Bolmgren) versuchen, diese für sich zu gewinnen. Cro übernimmt bei den Dates eine Nebenrolle und ist der Gärtner im Park, der Butler in der Villa und der Schiedsrichter beim Tennis. Die beiden Männer stören ihre Dates gegenseitig, wobei die Frau insgeheim auf Cro zu stehen scheint und sich weniger für ihre beiden Verehrer interessiert. Der Streit der Männer eskaliert schließlich und sie legen das ganze Fernsehstudio in Schutt und Asche, wobei Cro von einer herunterfallenden Leuchte getroffen und bewusstlos wird. Dabei träumt er davon, wie er mit der Frau zusammenkommt, bevor er von Frank Elstner geweckt wird.

## Kommerzieller Erfolg

### Chartplatzierungen
Die Single stieg in der 22. Kalenderwoche des Jahres 2014 auf Platz eins in die deutschen Singlecharts ein und belegte vier Wochen die Spitze. Insgesamt hielt sich das Lied elf Wochen in den Top 10 und 51 Wochen in den Charts. In den deutschen Airplaycharts erreichte die Single für sechs Wochen die Spitzenposition, solange wie keine andere Single im Kalenderjahr 2014. Auch in Österreich und der Schweiz erreichte das Lied die Chartspitze und hielt sich auf dort für vier bzw. drei Wochen.
| ChartsChartplatzierungen | Höchstplatzierung | Wochen |
| ------------------------ | ----------------- | ------ |
| Deutschland (GfK)        | 1 (51 Wo.)        | 51     |
| Österreich (Ö3)          | 1 (38 Wo.)        | 38     |
| Schweiz (IFPI)           | 1 (30 Wo.)        | 30     |

| ChartsJahrescharts (2014) | Platzierung |
| ------------------------- | ----------- |
| Deutschland (GfK)         | 9           |
| Österreich (Ö3)           | 3           |
| Schweiz (IFPI)            | 16          |

### Auszeichnungen für Musikverkäufe
Traum erhielt für über eine Million verkaufte Einheiten in Deutschland eine Diamantene Schallplatte. Damit zählt es zu den meistverkauften Singles des Landes. In Österreich und in der Schweiz wurde es mit Platin für jeweils mehr als 30.000 verkaufte Exemplare ausgezeichnet. Die Gesamtverkäufe der Single belaufen sich somit auf mehr als 1,06 Millionen Einheiten.
| Land/Region        | Auszeichnungen für Musikverkäufe (Land/Region, Auszeichnung, Verkäufe) | Verkäufe  |
| ------------------ | ---------------------------------------------------------------------- | --------- |
| Deutschland (BVMI) | Diamant                                                                | 1.000.000 |
| Österreich (IFPI)  | Platin                                                                 | 30.000    |
| Schweiz (IFPI)     | Platin                                                                 | 30.000    |
| Insgesamt          | 2× Platin · 1× Diamant ·                                               | 1.060.000 |